# Olmos
Olmos es una freguesia portuguesa del municipio de Macedo de Cavaleiros, con 18,67 km² de superficie y 247 habitantes (2001). Su densidad de población es de 13,2 hab/km². Un pueblo pacífico y tranquilo.